# Dünnschalige Rissoa

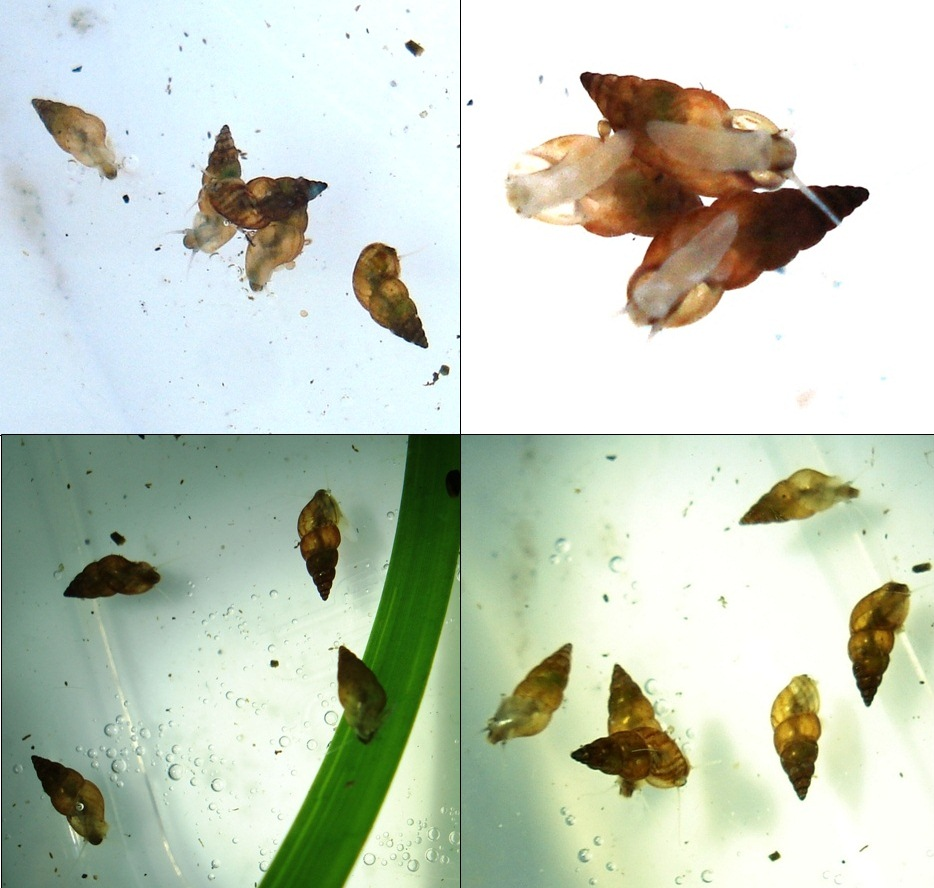
Dünnschalige Rissoa (Rissoa membranacea) von verschiedenen Seiten (der grüne Streifen ist Seegras (Zostera marina))

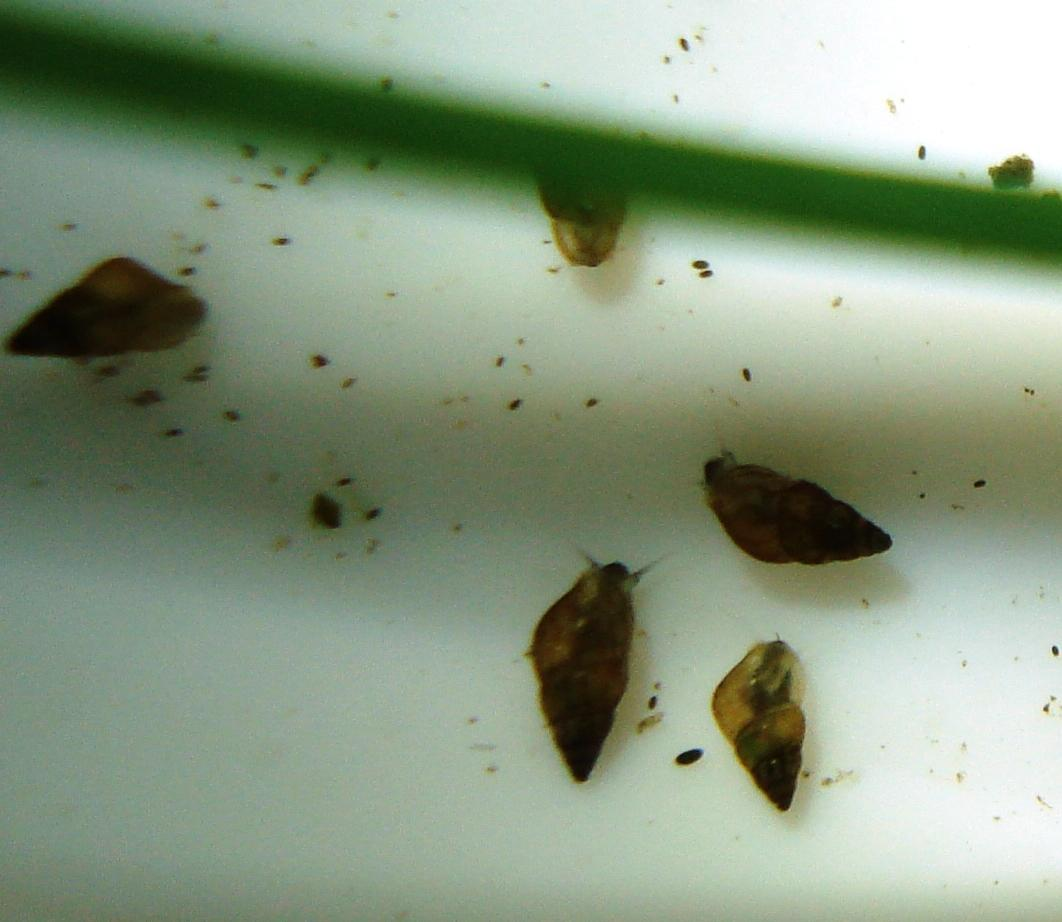
Dünnschalige Rissoa (Rissoa membranacea) – der grüne Streifen ist Seegras (Zostera marina)

Die Dünnschalige Rissoa (Rissoa membranacea) ist eine marine Schneckenart aus der Familie der Rissoschnecken (Gattung Rissoa), die im östlichen Nordatlantik / Nordsee von der Bretagne über den Küstenbereich der Britischen Inseln bis Nord-Nordnorwegen und in der Ostsee vorkommt.

## Merkmale
Es handelt sich um sehr kleine Schnecken mit länglichem rechtsgewundene Schneckenhaus (maximale Länge des Gehäuses unter 1 cm) mit einer ovalen Mündung.
Die Färbung des Gehäuses variiert, ist jedoch häufig mittelbraun mit dunklen Längsstreifen und durchscheinend, so dass das Teile des Körperinnere sichtbar sind.

## Vorkommen & Lebensweise
Die Dünnschalige Rissoa findet man an den flachen Küsten des östlichen Nordatlantiks / Nordsee von der Bretagne über die Britischen Inseln bis Nord-Nordnorwegen und in der Ostsee
Da sie Brackwasser mit einem Salzgehalt bis minimal 6 Promille toleriert, kommt sie in der westlichen Ostsee bis Bornholm vor
Sie besiedelt Seegraswiesen und Stein- / Hartgrund sowie Sandgrund, auf dem sie Algen abweidet.
Die häufige Art kommt stellenweise massenhaft vor, wird aber aufgrund der sehr geringen Größe häufig kaum wahrgenommen.

## Erstbeschreibung
- Adams, John – Descriptions of some minute British shells (in Transactions of the Linnean Society, 1800)